# بيلي روجرز (لاعب كرة قدم)
بيلي روجرز (بالإنجليزية: Billy Rogers)‏ هو لاعب كرة قدم أسترالي، ولد في 16 يوليو 1949.